# 해리 코딩
해리 코딩(Harry Cording, 1891년 4월 26일 ~ 1954년 9월 1일)은 영국의 배우, 영화배우이다.

## 영화
- 에덴의 동쪽 (1955년)
- 정글 보이 봄바 11 (1954년)
- 드미트리우스와 검투사들 (1954년)
- 히어 컴 더 걸스 (1953년)
- 타이타닉의 최후 (1953년)
- 애보트와 코스텔로 닥터 지킬과 미스터 하이드 만나다 (1953년)
- 발리로 가는 길 (1952년)
- 빅 트리 (1952년)
- 모든 깃발을 향하여 (1952년)
- 아이언 맨 (1951년)
- 블러드 선장의 운 (1950년) - 윌 워드 역
- 어 소던 양키 (1948년)
- 댓 레이디 인 어민 (1948년)
- 블랙 애로우 (1948년)
- 여인의 복수 (1948년)
- 붉은 강 (1948년)
- 캘커타 (1947년)
- 포에버 엠버 (1947년)
- 평결 (1946년)
- 셜록홈즈 - 살인의 전주곡 (1946년)
- 샌 안토니오 (1945년)
- 키스밋(영어판) (1944년)
- 파킹튼 부인 (1944년)
- 마르세이유 가는 길 (1944년)
- 누구를 위하여 종은 울리나 (1943년)
- 미이라의 무덤 (1942년)
- 프랑켄슈타인의 유령 (1942년)
- 모로코 가는 길 (1942년)
- 데이 멧 인 봄베이 (1941년)
- 그린 호넷 2 (1941년)
- 울프 맨 (1941년)
- 버지니아 시티 (1940년)
- 분노의 포도 (1940년)
- 시 호크 (1940년)
- 허클베리 핀의 모험 (1939년)
- 프랑켄슈타인 3 - 프랑켄슈타인의 아들 (1939년)
- 크리스마스 캐롤 (1938년)
- 마르코 폴로의 모험 (1938년)
- 마리 앙투아네트 (1938년)
- 로빈 훗의 모험 (1938년)
- 대뉴욕 (1938년)
- 왕자와 거지 (1937년)
- 하층민(영어판) (1936년)
- 십자군 (1935년)
- 캡틴 블러드 (1935년)
- 바운티호의 반란 (1935년)
- 안나 카레니나 (1935년)
- 비바 빌라! (1934년)
- 검은 고양이 (1934년)
- 몬테 크리스토 백작 (1934년)
- 로마 스캔달 (1933년)
- 오버 더 힐 (1931년)
- 뉴 문 (1930년)
- 브라이드 오브 더 리저먼트 (1930년)
- 네 아들 (1928년)
- 패트리어트 (1928년)